# Historia badań nad bruzdogłowcem szerokim i dyfilobotriozą

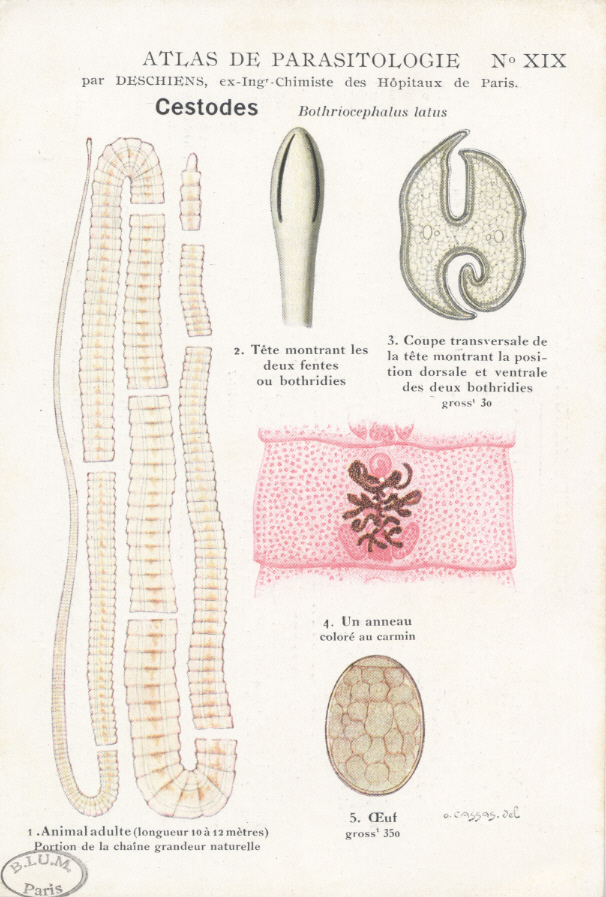
Rycina z 1901 roku przedstawiająca dorosłego osobnika bruzdogłowca szerokiego (1), skoleks (2), przekrój poprzeczny (3), pojedynczy człon (4) i jajo (5)

Bruzdogłowiec szeroki (Diphyllobothrium latum (Linnaeus, 1758) Cobbold, 1858, synonimy: Bothriocephalus latus, Dibothriocephalus latus, Dibothrium latum, Taenia lata) – gatunek tasiemca pasożytującego u człowieka, wywołującego chorobę zwaną difylobotriozą. Tasiemce znane były ludziom od stuleci, ale dopiero postęp w naukach biologicznych w epoce Renesansu pozwolił na stwierdzenie, że człowieka zarażają różne gatunki tych robaków. Od opisania bruzdogłowca szerokiego jako odrębnego gatunku tasiemca w 1819 roku przez Bremsera do całkowitego poznania skomplikowanego cyklu życiowego pasożyta, w czym mieli udział dwaj polscy parazytolodzy: Konstanty Janicki i Felix Rosen, minęło sto lat. Poniżej przedstawiono zarys historii badań nad bruzdogłowcem szerokim i dyfilobotriozą.

## XVI i XVII wiek
1592
Szwajcar Thaddeus Dunus (1523-1613) z Locarno opisał przypuszczalnie jako pierwszy tego robaka. Opis Dunusa po łacinie brzmiał:

De lumbrico lato (mirae longitudinis): squamosus instar serpentis, nisi rectius geniculatus dicatur, fotus sui simillimus.

Co oznaczało szerokiego robaka (nadzwyczajnej długości), pokrytego łuską na kształt węża, ale posiadającego łączące poszczególne części „stawy”.
W tym samym czasie podobny opis pozostawił Gaspard Wolphius.
1602
Inny Szwajcar, Felix Platter (Platerus) z Bazylei, przedstawił kolejny opis pasożyta. Podczas gdy jego poprzednicy zazwyczaj traktowali tasiemce (lumbricus latus) łącznie, Platter rozróżnił dwa ich rodzaje, opierając się na kształcie członów pasożyta (proglotydów).
1618
Duńczyk Adriaan van den Spiegel (1578-1625) jako kolejny opisał kilka rodzajów tasiemców człowieka.
1683
Edward Tyson (1650-1708) jako pierwszy zobaczył skoleks (główkę, zwaną też czerwiochem) tasiemca (choć nie bruzdogłowca) pod mikroskopem.
1688
Philipp Jacob Hartmann (1648-1707) zaobserwował plerocerkoidy D. latum u ryb, ale nie powiązał ich z dorosłymi tasiemcami zarażającymi ludzi.

## XVIII wiek
1700
Nicolas Andry de Boisregard (1658-1742) wyróżnił dwa rodzaje tasiemców. Opis jednego z nich, nazwanego przez uczonego Taenia à épine, odpowiada wyglądowi Diphyllobothrium. Andry pozostawił też niedoskonały opis jaj bruzdogłowca.
1747
Fin Herman Dietrich Spöring (1701-1747) zauważył, że ludzie mieszkający w pobliżu bogatych w ryby zbiorników wodnych chorowali na tasiemczycę częściej od innych, co skłoniło go do przypuszczenia, że zarażenia mają związek z wodą i spożywaniem dużych ilości ryb.
1750
Szwajcar Charles Bonnet (1720-1793) opublikował w Genewie pracę poświęconą tasiemcom. Błędnie opisał jednak proglotydy Taenia i bruzdogłowca jako należące do jednego pasożyta.
1758
Karol Linneusz w swoim dziele Systema Naturae uwzględnił bruzdogłowca pod nazwą Taenia lata.
1777
Bonnet poprawił i uzupełnił swoje obserwacje i jako pierwszy szczegółowo opisał skoleks bruzdogłowca.
1779
Wilhelm Von Gleichen-Rusworm (1717-1783) przedstawił kolejny opis główki bruzdogłowca.
1782
Johann August Ephraim Goeze (1731-1793) pozostawił jedne z pierwszych szkiców jaj D. latum.
1791
Peter Abildgaard z Kopenhagi opisał larwę pasożyta znalezioną w jamie brzusznej ciernika.

## XIX wiek
1819
Johann Gottfried Bremser (1767-1827) opisał jednego z tasiemców, którego nazwał Bothriocephalus latus; robak ten został przemianowany przez Lühego w 1899 na Dibothriocephalus latus.
1841
Daniel Frederik Eschricht (1798-1863) z Uniwersytetu w Breslau (dzisiejszy Wrocław) przedstawił szczegółowy opis dorosłego osobnika D. latum.
1842
Johannes Japetus Smith Steenstrup (1813-1897) wysunął hipotezę tłumaczącą cykle życiowe niektórych tasiemców.
1851
Albert von Kölliker opisał doświadczenie zmarłego uczonego, Schubarta z Utrechtu, który trzymał jaja D. latum w wodzie i zaobserwował wylęganie się urzęsionych larw. Te same obserwacje Schubarta przypomniał w 1855 roku Verloren, przyjaciel Schubarta.
1855
Gottlob Friedrich Heinrich Küchenmeister (1821-1890), lekarz z Zittau, określił difylobotriozę w swoim podręczniku jako najłatwiejszą do leczenia tasiemczycę i wskazał na ekstrakt z paproci albo granatów jako najskuteczniejsze leki.
1857
Thomas Spencer Cobbold (1828-1886) utworzył rodzaj Diphyllobothrium, biorąc nazwę z greckich słów δις = „dwa”, Φφλλος = „liść” i βοθρος = „ssawka”.
1860

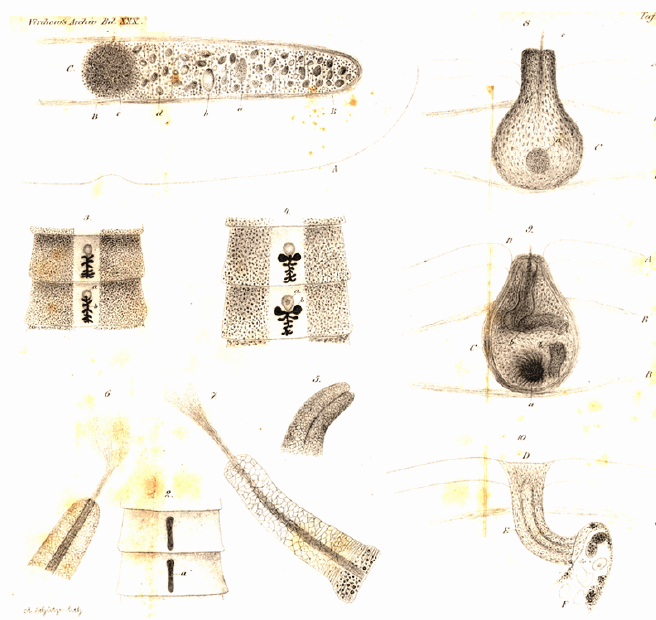
Rycina z pracy Artura Boettchera z 1864 roku przedstawiająca anatomię bruzdogłowca szerokiego

Casimir Davaine (1812-1882) zamieścił w swoim podręczniku ilustracje jaj tasiemców w kale.
1863
Rudolf Leuckart (1822-1898) z Gießen przeprowadził nieudany eksperyment mający na celu zarażenie ryb larwami bruzdogłowca – wpuścił do strumienia w pobliżu swojego domu wielkie ilości larw, które jednak nie zaraziły żadnego z żyjących w nim pstrągów.
1881
Maximillian Gustav Christian Carl Braun (1850-1930) z Dorpatu rozpoczął poszukiwania larw tasiemców masowo zarażających mieszkańców miasta. Badał ryby złowione w jeziorze Peipus sprzedawane na miejskim rynku i odkrył młode larwy w szczupakach i miętusach. Robaki te opisał przed nim Knoch, ale nie określił ich pozycji systematycznej. Podobieństwo larwy do skoleksu dorosłego bruzdogłowca zasugerowało Braunowi że są to poszukiwane przez niego larwy tasiemca. Max Braun rozpoczął serię eksperymentów mających na celu udowodnienie, że opisane przez niego jako plerocerkoidy larwy mogą przekształcić się w dorosłe tasiemce. Na początku podał psom pokarm zawierający plerocerkoidy; po 4, 8 i 11 dniach zabijał kolejne zwierzęta i przeprowadzał sekcję. W jelitach psów znalazł robaki przypominające plerocerkoidy, ale większe. 15 października następnego roku zdecydował się przeprowadzić eksperyment na człowieku. Podał robaki trzem studentom medycyny niebędącym przed tym eksperymentem nosicielami pasożyta. Po około trzech tygodniach studenci poczuli się chorzy i zaczęli się uskarżać na ból brzucha. 18 grudnia badanie kału wszystkich trzech wykazało dużą liczbę jaj tasiemca. Po kilku dniach rozpoczęto leczenie studentów (lek otrzymywano z paproci Dryopteris). Pierwszy z nich wydalił dwa osobniki bruzdogłowca, drugi – trzy, a trzeci – jedynie fragmenty pasożyta.
1877

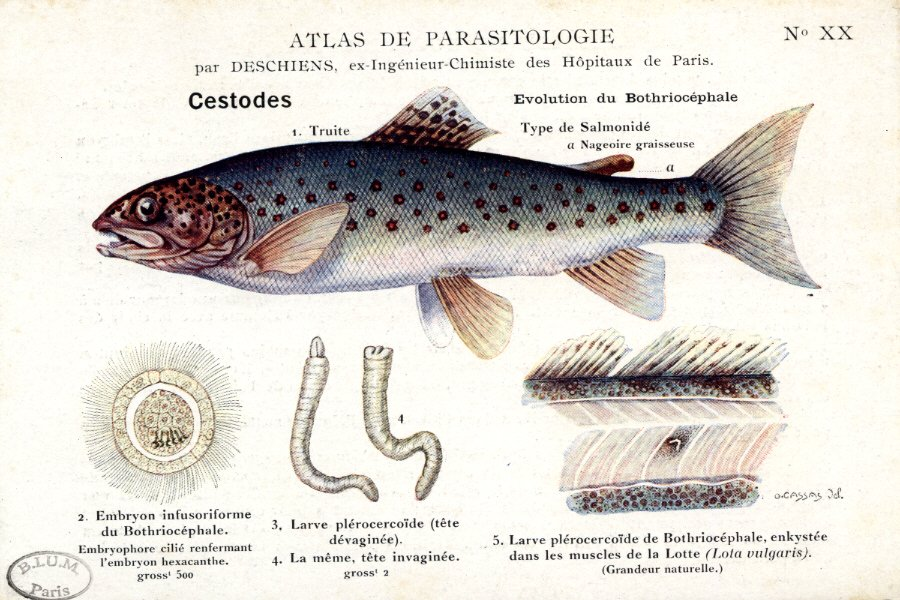
Rycina z 1901 roku ilustrująca cykl życiowy bruzdogłowca według stanu ówczesnej wiedzy

Gustav Reyher z Dorpatu (obecnie Tartu w Estonii) opisał swoją 66-letnią pacjentkę z niedokrwistością rozpoznaną przez niego jako niedokrwistość złośliwa, jednostka chorobowa opisana zaledwie pięć lat wcześniej przez Michaela Antona Biermera. U pacjentki ciepiącej na biegunki stwierdzono w kale proglotydy bruzdogłowca. Po leczeniu ekstraktem ziołowym i wydaleniu pasożyta, ku zaskoczeniu Reyhera pacjentka zaczęła wracać do zdrowia. Pół roku później lekarz zdiagnozował podobny przypadek 30-letniego mężczyzny, u którego leczenie tasiemczycy dało równie spektakularną poprawę. Do 1884 roku Reyher zebrał dwanaście podobnych obserwacji, opublikowanych przez niego w czerwcu 1886.
1882
Stein zaobserwował, że ortodoksyjni Żydzi mogą być zarażeni bruzdogłowcem, mimo że nie jedzą nigdy surowego mięsa i nie są zarażeni tasiemcem uzbrojonym; potwierdzało to hipotezę o rybach jako żywicielach pośrednich bruzdogłowca.
1883
Niezależnie od Reyhera, J.W. Runeberg z Helsinek dokonał tego samego odkrycia. We wrześniu 1886 roku przedstawił swoje obserwacje na kongresie lekarzy w Berlinie, spotykając się z rezerwą kolegów.
1891
W British Medical Journal opublikowano list anonimowego lekarza, który stwierdził jak następuje:

Każdy prawdziwy Genueńczyk ma swojego tasiemca.

## XX i XXI wiek
1901
Opisano przypadek zarażenia bruzdogłowcem u rdzennego mieszkańca Kanady, który bardzo rzadko opuszczał prowincję Quebec. Był to jeden z pierwszych opisów choroby u pacjenta spoza Europy; do tej pory uważano, że zasięg występowania dyfilobotriozy nie wykracza poza kontynent europejski.
1916–1917
Konstanty Janicki, przebywając w Lozannie, rozpoczął badania nad cyklem życiowym bruzdogłowca. Przyjaciel Janickiego, Felix Rosen pracował niezależnie od niego w Neuchâtel. Rosen jako pierwszy próbował zarazić narybek pstrągów, łososi, miętusów, okoni i szczupaków dużą liczbą urzęsionych larw bruzdogłowca. Następnie między październikiem 1916 a kwietniem 1917 roku pod mikroskopem sekcjonował ryby – nie znalazł ani jednego pasożyta.
Janicki w kwietniu zaczął badania nad zawartością żołądków miętusów, okoni i szczupaków uzyskanych z targu w Lozannie. Usiłował w ten sposób określić pokarm ryb, za pośrednictwem którego mogły się one ewentualnie zarazić bruzdogłowcem. W żołądkach 82 miętusów znalazł przede wszystkim kiełże Gammarus; 40% tych ryb było zarażonych plerocerkoidami bruzdogłowca. Wiele okoni (przebadał ich 998) również miało pasożyty, a w ich żołądkach znajdowały się głównie pchły wodne i oczliki. W najmłodszym okoniu Janicki znalazł malutkiego robaka, długości około 0,5 mm, który wydawał się bardzo młodą larwą D. latum. 25 czerwca 1917 roku parazytolog znalazł w żołądku małego okonia dwie larwy wśród treści składającej się głównie z oczlików Cyclops, Diaptomus i Bosmina. Parę dni później znalazł larwę w żołądku wypełnionym wyłącznie Cyclops i Diaptomus. Doprowadziło go to do stwierdzenia:

Dzięki temu dowodowi mogłem sformułować teorię, że pierwszym żywicielem pośrednim musi być przedstawiciel Cocepoda.

Rosen niezależnie od Janickiego doszedł równolegle do tych samych wniosków, zbierając plankton z jeziora Neuchâtel i mieszając go z larwami; po kilku dniach w oczlikach Cyclops strenuus znalazł onkosfery w liczbie 1 – 10 na jednego skorupiaka. Rosen wprowadził termin procerkoidu na określenie małej larwy w pierwszym żywicielu pośrednim. 6 sierpnia 1917 uczony umieścił sześć pstrągów w akwarium zawierającym dużą liczbę zarażonych oczlików i potwierdził przewidziany wcześniej mechanizm transmisji pasożyta. Swoje obserwacje Rosen zamieścił w artykule opublikowanym w 1917 roku i w drugim, obszerniejszym, wydanym drukiem w roku następnym. Parazytolog napisał:

Cykl życiowy Dibothriocephalus latus jest teraz kompletny: (1) dzięki negatywnemu wynikowi prób zarażenia ryb urzęsionymi larwami (2) dzięki dodatniemu stwierdzeniu sposobu rozwoju [pasożyta] w widłonogach, dotąd nieznanemu; czyli istnieniu dwóch pośrednich żywicieli. (…) W cyklu rozwojowym onkosfera przechodzi w plerocerkoid poprzez pośrednią larwę – (…) procerkoid.

W drugiej pracy Rosen przypisał sobie wyłączne autorstwo powyższego odkrycia i zanegował osiągnięcia Janickiego. Spór, który miał ciąg dalszy (Janicki odpowiedział na atak Rosena w innym czasopiśmie) zakończył przyjaźń uczonych. Ostatecznie Janicki został profesorem zoologii na Uniwersytecie Warszawskim, podczas gdy kariera naukowa Rosena skończyła się na tym odkryciu.
1922
Le Bas opisał szczegółowo kliniczne objawy choroby wywołanej przez tasiemca u ludzi i stwierdził, iż przejawia się ona dokuczliwymi biegunkami w okresie początkowym po 2-3 tygodniach od zarażenia, po których następują niecharakterystyczne objawy dyspeptyczne.
1926
Minot i Murphy dowiedli, że zjedzenie pół funta surowej wątroby dziennie pozwala pacjentom z niedokrwistością złośliwą wrócić do zdrowia.
1928
Isaacs i wsp. wykazali, że – nawet przy niewyleczeniu choroby pasożytniczej – podawanie surowej wątroby pozwala znieść objawy niedokrwistości złośliwej u pacjentów zarażonych bruzdogłowcem.
1929
Tötterman zaproponował hipotezę, przez wiele następnych lat przez niego bronioną, wedle której niedokrwistość złośliwa w przebiegu diflylobotriozy rozwija się w mechanizmie alergicznym.
1931
Nybelin opisał pokrewny bruzdogłowcowi gatunek tasiemca, przemianowany w 1956 roku przez Margolisa na Diphyllobothrium pacificum.
Stwierdzono, że zamrożenie ryb w temperaturze –10 °C na 48 godzin zabija plerocerkoidy.
1933
Magath zaproponował metody zapobiegania szerzeniu się pasożytów: chlorowanie lub dodawanie formaldehydu do ścieków przed ich odprowadzeniem do rzeki; edukację ludzi, by prawidłowo przygotowywali mięso ryb; mrożenie ryb w chłodniach; przesiewowe badanie kału emigrantów z obszaru Morza Bałtyckiego.
1944
Szidat opisał charakterystyczne jaja Diphyllobothrium sp. w treści jelitowej zwłok wydobytych z torfowiska we wschodnich Prusach. Ciało pochowano przypuszczalnie około 500 roku naszej ery.
1948
Odkryto witaminę B12.
Von Bonsdofff wysunął hipotezę, że niedokrwistość w przebiegu zarażenia bruzdogłowcem wynika z zaburzenia przez pasożyta interakcji między czynnikiem wewnętrznym a czynnikiem zewnętrznym.
1954
Rausch opisał gatunek Diphyllobothrium ursi u niedźwiedzia brunatnego. W latach 70. opisano znalezienie tego pasożyta także u człowieka.
1956
Nyberg i Ostling potwierdzili na łamach Nature, że poziomy witaminy B12 w osoczu pacjentów z niedokrwistością złośliwą spowodowaną difylobotriazą są niskie.
1963
Zaproponowano niklozamid jako skuteczny lek w difylobotriozie.
1977
W leczeniu tasiemczycy D. latum zastosowano po raz pierwszy prazykwantel. Prazykwantel do dzisiaj jest lekiem z wyboru w leczeniu difylobotriozy.
1986
W czasopiśmie Lancet ukazała się praca japońskich lekarzy, którzy donosili o skutecznym wyleczeniu zarażeń bruzdogłowcem po dodwunastniczym podaniu gastrografiny.
1989
Opisano nowy gatunek bruzdogłowca: Diphyllobothrium nihonkaiense.
2007
Scharakteryzowano genom mitochondrialny bruzdogłowca szerokiego i D. nihonkaiense.